# Спасская Янга

Спасская Янга — река в России, протекает в Мантуровском районе Костромской области. Устье реки находится в 13 км по левому берегу реки Янга. Длина реки составляет 13 км.
Исток реки расположен в лесах северо-западнее деревни Шафраново в 16 км к северо-западу от Мантурово. Течёт на юг параллельно Унже и шоссе Р-98 на участке Мантурово — Георгиевское. В среднем течении на левом берегу деревня Пахтусово. Впадает в Янгу у деревни Шашки в 8 км к северо-западу от Мантурова.

## Данные водного реестра
По данным государственного водного реестра России относится к Верхневолжскому бассейновому округу, водохозяйственный участок реки — Унжа от истока и до устья, речной подбассейн реки — Бассей притоков Волги ниже Рыбинского водохранилища до впадения Оки. Речной бассейн реки — (Верхняя) Волга до Куйбышевского водохранилища (без бассейна Оки).
По данным геоинформационной системы водохозяйственного районирования территории РФ, подготовленной Федеральным агентством водных ресурсов:
- Код водного объекта в государственном водном реестре — 08010300312110000015822
- Код по гидрологической изученности (ГИ) — 110001582
- Код бассейна — 08.01.03.003
- Номер тома по ГИ — 10
- Выпуск по ГИ — 0